# Даніела Шрайбер
Даніела Шрайбер (нім. Daniela Schreiber, 26 червня 1989) — німецька плавчиня.
Учасниця Олімпійських Ігор 2012 року.
Призерка Чемпіонату світу з водних видів спорту 2009, 2011 років.
Чемпіонка Європи з водних видів спорту 2010, 2012 років.
Чемпіонка Європи з плавання на короткій воді 2011 року, призерка 2008, 2009, 2010 років.
Чемпіонка світу з плавання серед юніорів 2006 року.